# Ekenäs

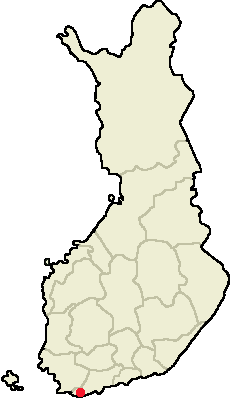
Localização

Ekenäs (Tammisaari, em finlandês) é um município da Finlândia, localizado na região de Uusimaa, na Finlândia Meridional. Compreende os antigos municípios de Snappertuna e Tenala junto com a cidade de Ekenäs.
Sua população é de 14.819 habitantes (2008) e sua área é de 1.715,90 km². A densidade populacional é de 20,1 hab/km². A cidade é bilíngue, a maioria da população fala a língua sueca e uma menor parte a língua finlandesa.

## Cidades-irmãs
- Haugesund, Noruega
- Kuressaare, Estônia
- Ystad, Suécia